# Premios CANACINE
Los Premios CANACINE es un premio cinematográfico otorgado anualmente por la Cámara Nacional de la Industria Cinematográfica y del Videograma de México, como reconocimiento a las mejores películas mexicanas.

## Historia
Desde el año 2004 la Cámara Nacional de la Industria Cinematográfica y del Videograma reconoce el talento de la gente que conforma a la industria del cine en México.
Este reconocimiento es una base sólida para generar una industria en constante crecimiento y con un alto nivel competitivo de talla internacional.
Es un premio que otorgan los Productores, Reproductores y Distribuidores Cinematográficos.

## Categorías
- Mejor Película
- Mejor Director
- Mejor Actriz
- Mejor Actor
- Mejor Promesa Femenina
- Mejor Promesa Masculina
- Mejor Película Documental
- Mejor Película Animada
- Mejor Campaña Publicitaria

## Premios de cada edición
| Años |
| 2004 · 2005 · 2006 · 2007 · 2008 · 2009 · 2010 · 2011 · 2012 · 2013 · 2014 · 2015 · 2016 · 2017 · 2018 · 2019 · |

## Otros premios de cine mexicano
- Premio Ariel
- Premio Diosa Plata